# Rugby School

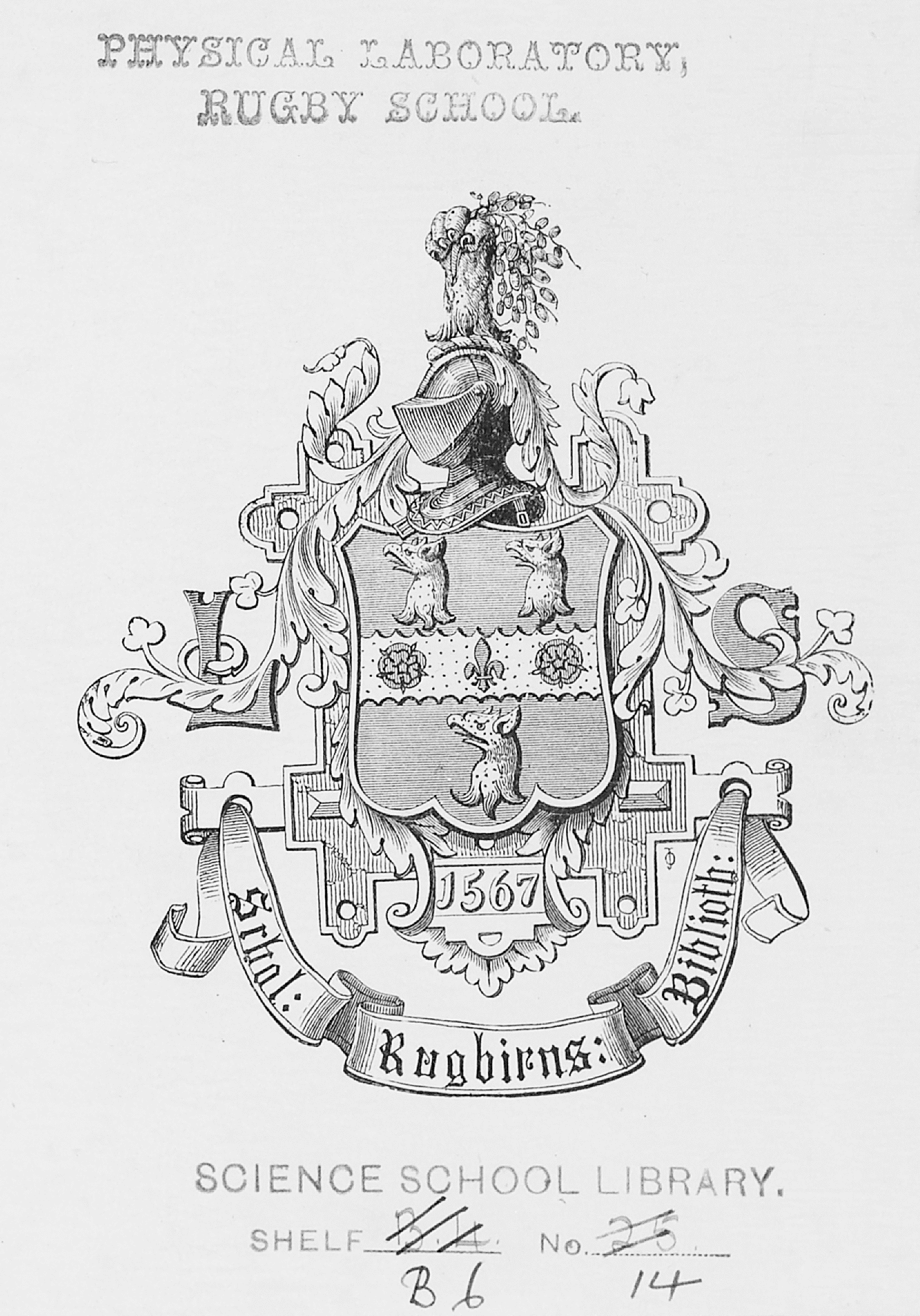
Ex libris con lo stemma della Rugby School. Fondazione BEIC

La Rugby School è una public school della città di Rugby. È una delle più antiche scuole private d'Inghilterra. Questa scuola è ricordata nella storia soprattutto per la leggenda di William Webb Ellis, che avrebbe inventato il gioco del rugby, proprio nel prato dell'omonima scuola, agli inizi del XIX secolo.

## Storia
La Rugby School fu fondata nel 1567 per lascito testamentario di Lawrence Sheriff, che aveva fatto fortuna come fornitore di drogheria alla corte di Elisabetta I d'Inghilterra.
La scuola avrebbe dovuto essere una grammar school gratuita per i ragazzi di Rugby, cittadina di cui Sheriff era originario.
La scuola venne rifondata da Thomas Arnold durante il periodo in cui fu preside, dal 1828 al 1841.
La sua riforma dei programmi scolastici e dell'amministrazione è considerata precorritrice delle public school di età vittoriana. Il sistema educativo di Arnold si articolava su tre temi: i principi morali e religiosi, la condotta da gentiluomini, i risultati scolastici.
L'opera di questo educatore è stata immortalata nel libro di Thomas Hughes Tom Brown's School Days.
La Rugby School è una delle sette public school originarie indicate nel Public Schools Act del 1868.

## Il Rugby football
Il gioco del rugby deve il suo nome alla Rugby School, anche se la storia dell'invenzione delle regole da parte degli studenti nel 1845 si è rivelata essere una leggenda. Infatti, non vi erano regole codificate a Rugby ai tempi di Webb Ellis (1816–1825). Le partite erano giocate dagli allievi, non dagli insegnanti: perciò, le regole erano una questione di abitudine, non erano scritte e venivano spesso modificate ad ogni nuovo arrivo di studenti. L'unica fonte della leggenda è Matthew Bloxam, un ex-allievo, ma non contemporaneo di Webb Ellis: nell'ottobre del 1876, quattro anni dopo la morte di Webb Ellis, in una lettera al giornale scolastico The Meteor egli citò un amico non precisato che gli avrebbe raccontato la storia. Bloxam elaborò ancora la storia quattro anni dopo in un'altra lettera a The Meteor, ma non rivelò mai la sua fonte. Richard Lindon, un calzolaio che aveva la bottega di fronte alla scuola, viene considerato l'inventore della palla ovale.